# E010号線
E010号線 (E010ごうせん、英: European route E010) は、欧州自動車道路のBクラス幹線道路。キルギスのオシとビシュケクを結ぶ。

## 経路
全線が、ソビエト連邦時代に由来するキルギスのM41幹線道路を使用している。道路は所々で状態は悪く、最大3600ｍの高地を走る。
- ビシュケク E40号線
- Kara Balta
- Sosnovka
- Toktogulis
- オシ E007号線